# Maison verte (Le Mont-Saint-Michel)
Pour les articles homonymes, voir Maison verte.
La Maison verte est un monument situé au Mont-Saint-Michel, en France.

## Localisation
Le monument est situé dans le département français de la Manche, sur la commune du Mont-Saint-Michel,.

## Architecture
La maison est classée au titre des monuments historiques depuis le 4 avril 1938.